# Klemmkeil

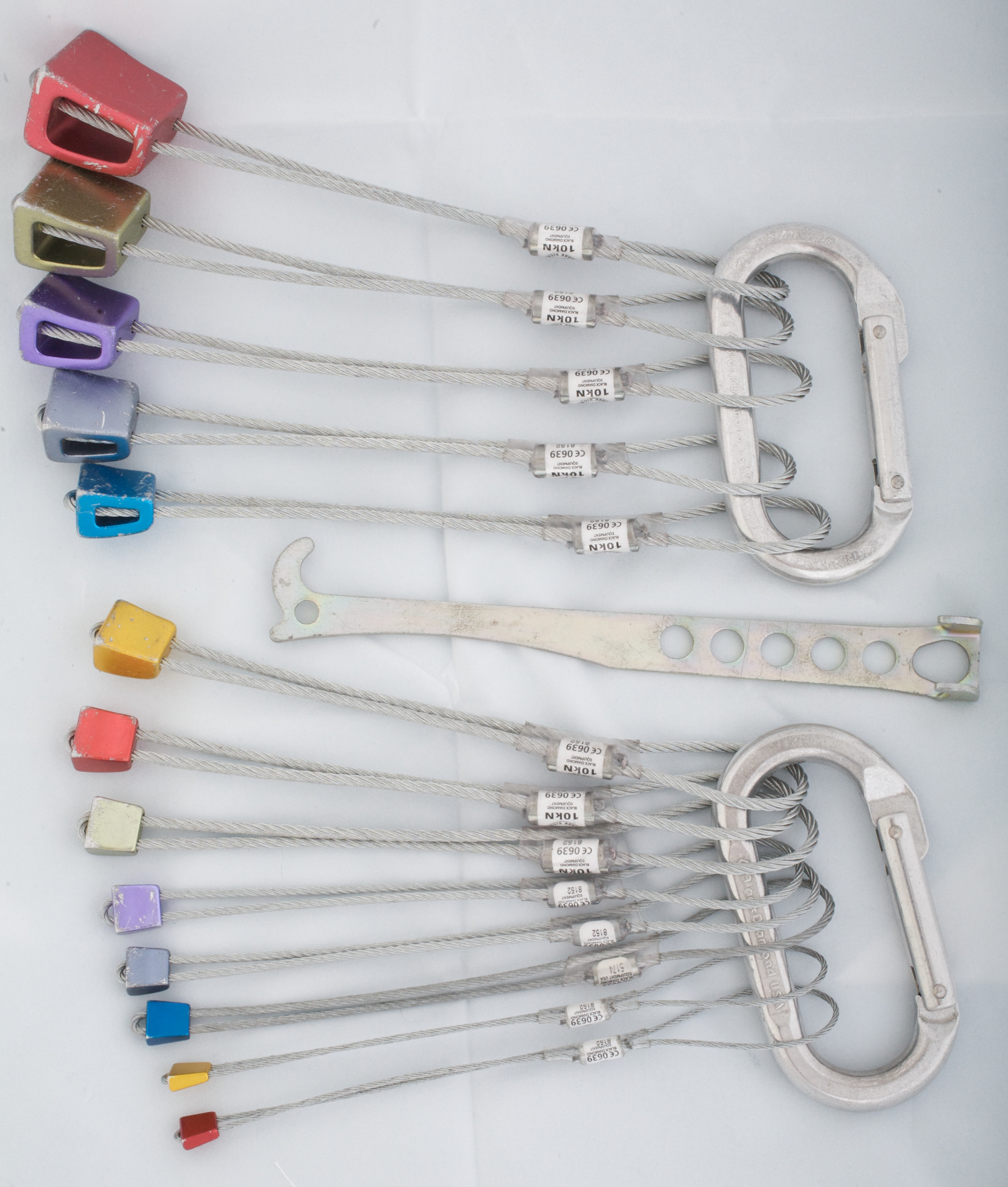
Klemmkeilset

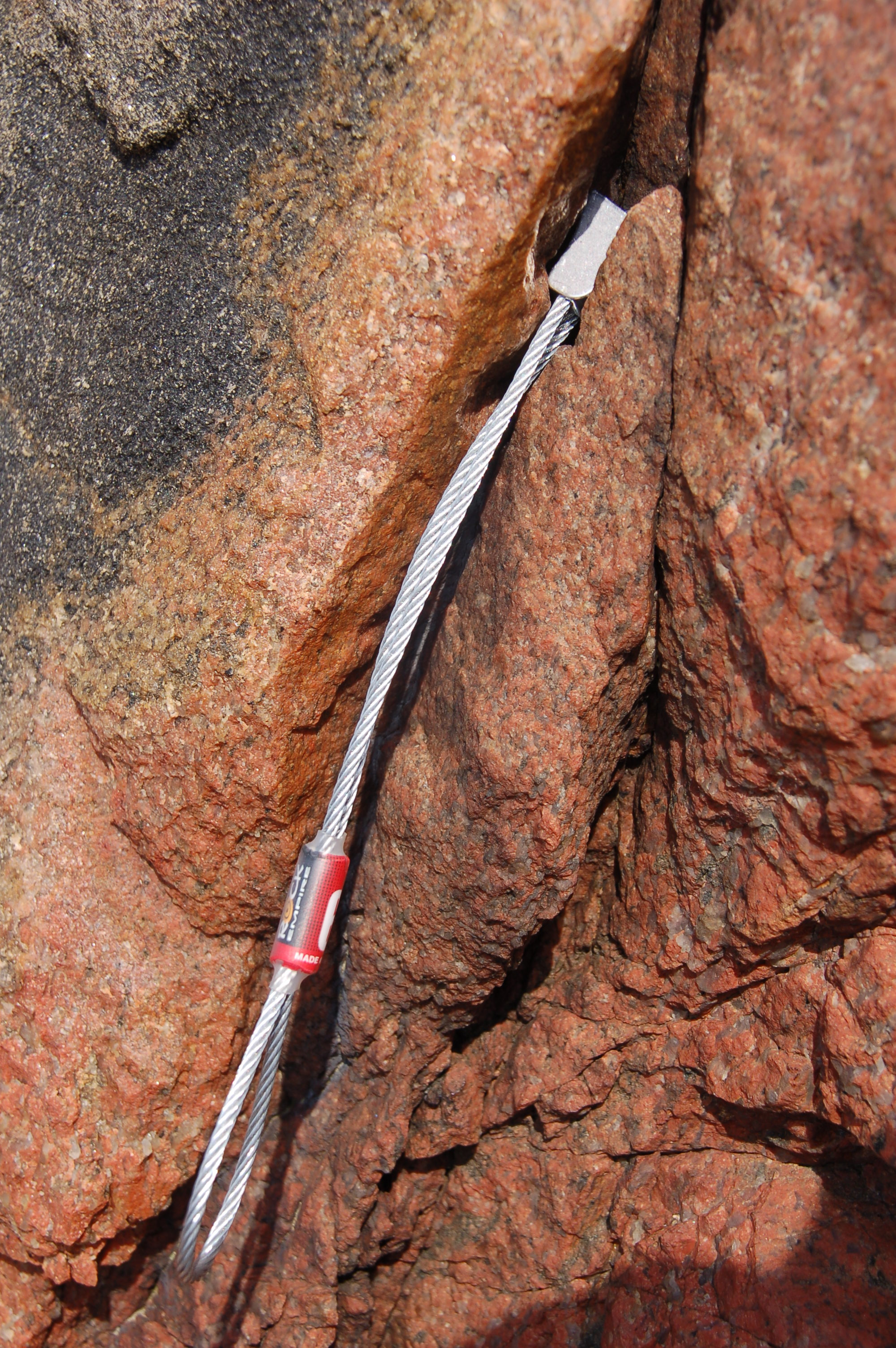
Gesetzter Klemmkeil in einem Felsspalt

Der Klemmkeil ist ein passives, mobiles Sicherungsmittel, um beim Klettern eigene Sicherungspunkte einzurichten. Hierzu wird er in einen Felsspalt gelegt und daran ein Karabiner eingehängt.

## Funktion
Kletterer nutzen mobile Sicherungen, um Fixpunkte einzurichten, die zur Zwischensicherung oder zum Standplatzbau dienen. Sie sind eine wichtige Ergänzung an schlecht durch Felshaken abgesicherten Stellen. Im Normalfall werden sie nach der Begehung wieder entnommen und können mehrmals verwendet werden.
Ein Klemmkeil übt nur im Falle eines Sturzes Druck auf den umgebenden Felsen aus. Im Gegensatz zu Klemmgeräten erreicht er seine Verbindung zum Gestein allein durch Formschluss. Somit muss er in einen Spalt gelegt werden, der sich in eine Richtung verjüngt, und kann oft auch nur in dieser Richtung belastet werden.

## Anwendung
Kletterer führen häufig einen Satz Klemmkeile verschiedener Größen mit sich, aus dem sie einen mit passender Größe und Form auswählen. Dieser wird so eingelegt, dass er sich in die bei einem Sturz auftretende Zugrichtung verklemmt.
Besonders im Standplatzbau ist zu beachten, dass auch Zug nach oben gehalten werden muss, um einen möglichen Sturz des Vorsteigers auffangen zu können. Abspannen in die entgegengesetzte Richtung könnte das Umschlagen und Herausziehen des Klemmkeils verhindern.
Die Haltekraft eines Klemmkeils kann im Vergleich zu der eines modernen Bohrhakens je nach Felsbeschaffenheit und Platzierung gering sein. An kritischen Stellen kommen daher gelegentlich mehrere Exemplare zum Einsatz, um Redundanz zu schaffen und die Sturzkraft zu verteilen. Ist der Fels solide und die Platzierung gut, wird von einem „ringwertigen Keil“ gesprochen – d. h., der Keil wird als so sicher wie ein Bohrhaken (Ring) angesehen.
Klemmkeile und Klemmgeräte sind besonders für hartes Gestein geeignet. Weiches Gestein, wie beispielsweise Sandstein, kann bei einem Sturz brechen. Somit ist für eine sichere Platzierung unabdingbar, dass der Kletterer die Felsqualität prüft und die Platzierung darauf abstimmt. Ist der Sandstein dazu noch feucht, ist die Sicherheit nicht gewährleistet und der Fels kann beschädigt werden. In manchen Gebieten mit weichem Fels (z. B. Elbsandstein) sind daher nur Knotenschlingen erlaubt.

## Varianten
Je nach Form unterscheidet man verschiedene Varianten, z. B. Rocks, Hexentrics, Copperheads und Tricams.